# Víctor Mosqueira
Víctor Mosqueira est un acteur espagnol né le 9 avril 1962. Il s'est fait connaître grâce à la série télévisée Un, dos, tres, dans laquelle il joue le rôle de Cristobal Sotto, professeur d'art dramatique. Sa carrière d'acteur est surtout développée en Galice.

## Biographie
Víctor Mosqueira est un acteur de théâtre depuis 1978, puis acteur de télévision et de cinéma. Il a travaillé sur Antena 23, Catalan TV3 et Tele 5. En 1982, il a participé à une publicité où il représente un guignol comique. Au théâtre, il a accompagné des compagnies telles que le Centre Dramatique Galicien. Il a joué la Commedia dell'arte. Au cinéma, on peut le voir dans Era Otra Vez, A Metade da Vida, Gran Liquidación, El Alquimista Impaciente. Víctor Mosqueira compte aussi une grande expérience télévisuelle : son travail le plus distingué s’est fait dans la série à succès Mareas Vivas. Il a beaucoup travaillé aussi pour la télévision galicienne comme Terra de Miranda et Apaga a la Luz. Il a aussi participé à Oh ! Espanya et à la série Periodistas. Plus récemment[Quand ?], il a fondé le duo comique Mofa e Befa. Il est marié à l'actrice Marianne Ansespool mais il ne parle que très peu de sa vie privée.

## Filmographie
- 2000 : Era outra vez (Érase otra vez) de Juan Pinzás : Nacho
- 2001-2004 : Un, dos, tres : Cristobal Soto
- 2004 : Mes voisins, la crise : Antoine
- 2007 : Attends-moi : Rafael
- 2018  : Permis de vivre : Rodrigo